# Нерсесян, Мартин Саакович
Марти́н Саа́кович Нерсеся́н (арм. Մարտին Ներսիսյան; 13 мая 1926 — 14 июня 1996) — советский армянский дирижёр, заслуженный артист РСФСР (1970).

## Биография

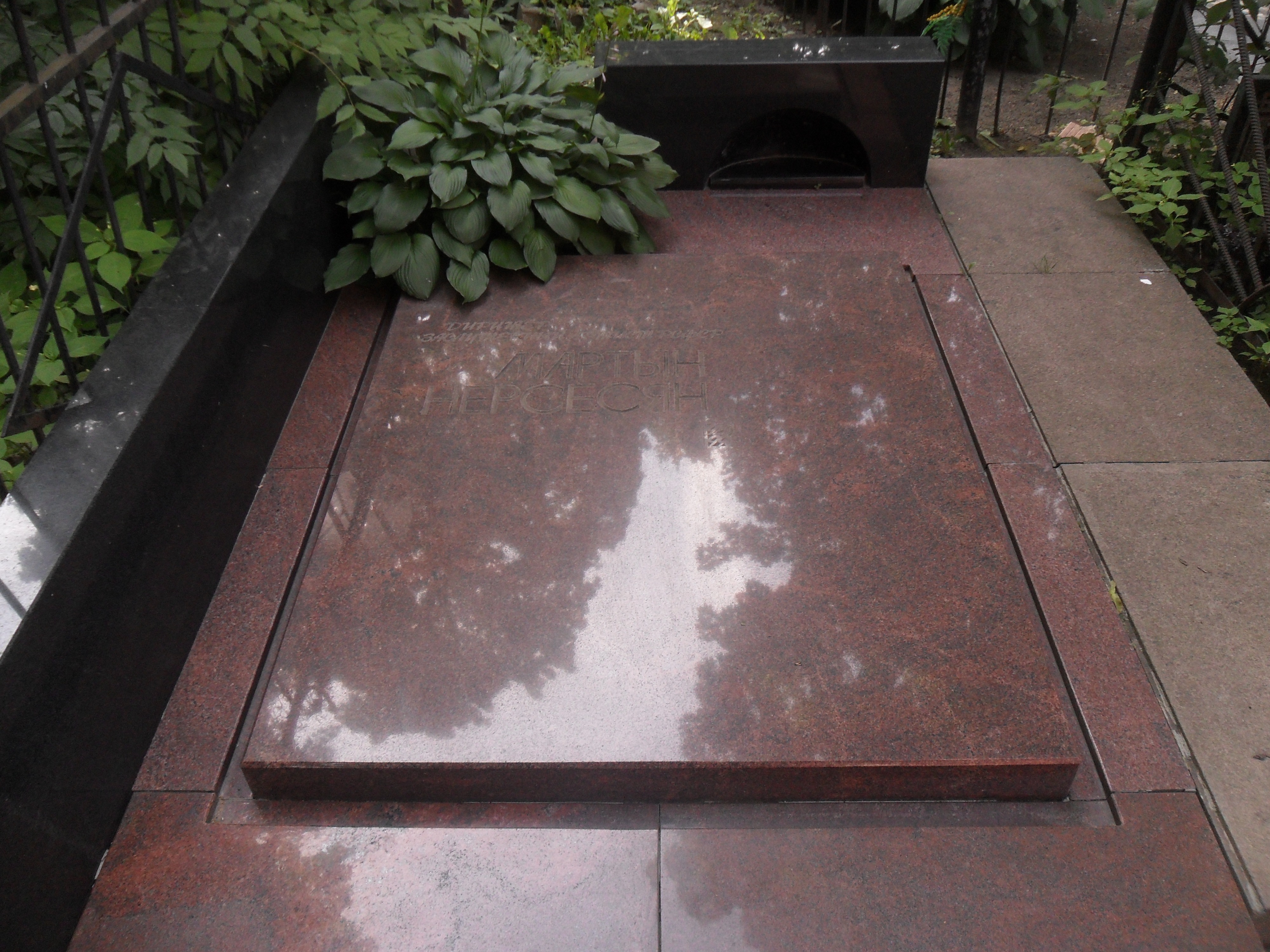
Могила Нерсесяна на Армянском кладбище Москвы.

Мартин Нерсесян родился 13 мая 1926 года
В 1946 году окончил Ереванскую государственную консерваторию по классу скрипки.
С 1946 по 1954 год был артистом Ереванской филармонии.
С 1954 по 1959 год учился на дирижерском отделении Ленинградской консерватории. (по классу профессора Н.С. Рабиновича)
С 1960 по 1965 гг. — назначен главным дирижером Государственного симфонического оркестра Белорусской ССР.
С 1963 г. — преподавал дирижирование в Белорусской государственной консерватории.
С 1965 г. — назначен главным дирижёром и художественным руководителем симфонического оркестра Саратовской областной филармонии. Так же руководил оркестровым и специальным классами в Саратовской государственной консерватории.
С 1971 по 1983 год — дирижёр оркестра кинематографии в Москве, с 1983 года по 1986 год там же занимал должность художественного руководителя и главного дирижёра.
В 1973—1974 гг. организовал симфонический оркестр в Каире и преподавал в Каирской консерватории.
Умер в 1996 году.

## Избранная фильмография
- 1967 — Разбудите Мухина!
- 1968 — Щит и меч (1 и 2 серии)
- 1971 — Тени исчезают в полдень
- 1971 — Море нашей надежды
- 1972 — Солярис (в титрах не указан)
- 1972 — Возвращение к жизни
- 1973 — Былое и думы
- 1973 — Семнадцать мгновений весны (1-3 серии)
- 1974 — Контрабанда
- 1975 — Тайна горного подземелья
- 1975 — Пропавшая экспедиция
- 1975 — Маленький сержант
- 1976 — Раба любви
- 1976 — Табор уходит в небо
- 1976 — Золотая речка
- 1976 — Город с утра до полуночи
- 1976 — Дневник Карлоса Эспинолы
- 1977 — Усатый нянь
- 1978 — Когда я стану великаном
- 1978 — Ищи ветра…
- 1979 — Место встречи изменить нельзя
- 1979 — По данным уголовного розыска
- 1979 — Пираты XX века
- 1979 — Фрак для шалопая
- 1979 — Инспектор Гулл
- 1980 — Государственная граница. Мирное лето 21-го года
- 1981 — Приказ: огонь не открывать
- 1981 — Приключения Тома Сойера и Гекльберри Финна
- 1982 — Не могу сказать «прощай»
- 1982 — Предел желаний
- 1982 — Найти и обезвредить
- 1983 — Военно-полевой роман
- 1983 — Сказка о Звёздном мальчике
- 1984 — Дневник, письмо и первоклассница (совместно с Э. Хачатуряном)
- 1985 — В поисках капитана Гранта
- 1985 — Следствие ведут ЗнаТоКи. Полуденный вор

Кроме того, Нерсесян принимал участие в записи альбома С. Ротару «Червона Рута» (1972) и записи радио-пьесы «Алиса в стране чудес» с участием В. Высоцкого.